# Nina Hygum
Nina Hygum (født 1959) er en dansk advokat og tidligere kommunalpolitiker fra Venstre. Hun var viceborgmester i Viborg Kommune fra januar til august 2014.

## Advokat
Hygum har været advokat siden 1987 og driver en advokatforrretning i Bjerringbro sammen med sin søn Kasper Hygum.

## Politiker
Hun var byrådsmedlem for Venstre i den daværende Bjerringbro Kommune indtil 2007. Ved kommunalvalget 2001 blev Hygum valgt med 228 personlige stemmer. Ved strukturreformen indgik Bjerringbro Kommune i den nye sammenlagte Viborg Kommune. Ved kommunalvalget 2005 fik Hygum 328 personlige stemmer i Viborg Kommune, men opnåede ikke valg. Hun blev valgt til byrådet i Viborg med 1207 personlige stemmer, næstflest for Venstre efter Ib Bjerregaard, ved kommunalvalget 2009.
Hygum blev valgt til Venstres nye spidskandidat på et opstillingsmøde i april 2012. Ved det følgende kommunalvalg 2013 fik hun 3.617 personlige stemmer hvilket var næstflest i Viborg Kommune, kun overgået af den siddende borgmester Søren Pape Poulsen (Det Konservative Folkeparti) som fik 6.566. Det lykkedes ikke Hygum at skaffe borgmesterposten til Venstre, men partiet deltog i en bred konstituering med samtlige partiet i byrådet hvorefter Søren Pape Poulsen fortsatte som borgmester, mens hun blev 1. viceborgmester.
Søren Pape Poulsen gik af som borgmester i august 2014 efter at han blev formand for Det Konservartive Folkeparti. Igen var der kamp mellem Venstre, Konservative og Socialdemokraterne om hvem der skulle efterfølge ham som borgmester. Først meldte Hygum sit kandidatur, men kort tid efter trak sig hun fra borgmesterkampen til fordel for Venstres Jens Rohde. Torsten Nielsen endte med at blive ny borgmester, mens Jens Rohde blev ny 1. viceborgmester.
I oktober 2016 meddelte Hugym at hun ville stoppe i politik efter kommunalvalget 2017.